# Sebastià Juan Arbó

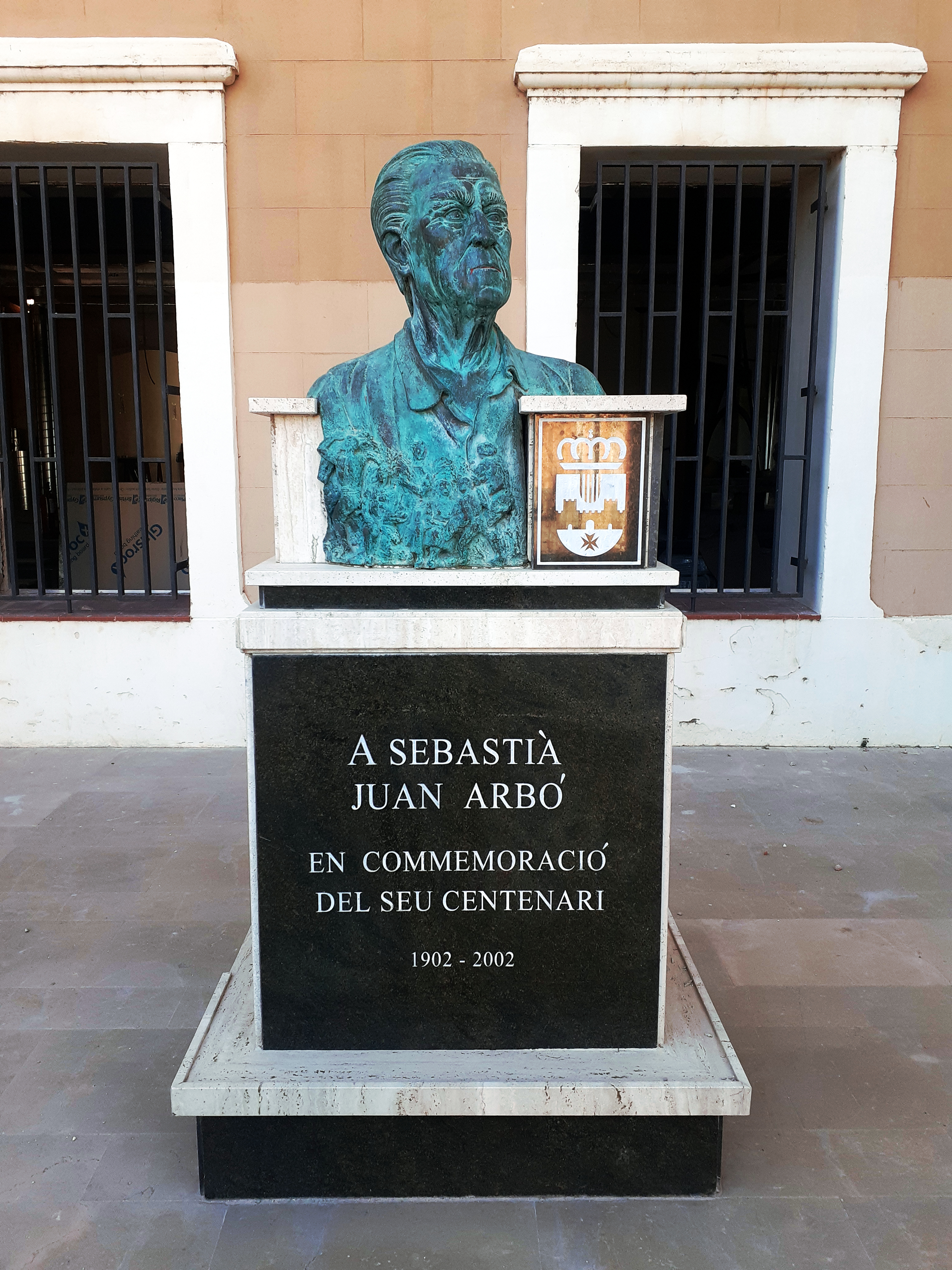
Monument a Sebastià Juan Arbó a Amposta

Sebastià Juan Arbó (Sant Carles de la Ràpita, 28 ottobre 1902 – Barcellona, 2 gennaio 1984) è stato uno scrittore e biografo spagnolo.

## Biografia
Fu romanziere in catalano e castigliano, nonché autore di forbite biografie di Jacint Verdaguer (1970), Oscar Wilde (1966) e Cervantes (1954). 
Ottenne il Premio Fastenrath nel 1934 con Terre de l'Ebre e il Premio Nadal nel 1948 con Sobre las piedras grises.